# Juci Komlós
Juci Komlós, numele de naștere: Komlós Julianna, (n. 10 februarie 1919, Subotica, Serbia – d. 5 aprilie 2011, Budapesta, Ungaria) a fost o actriță maghiară, laureată a premiului Jászai Mari, distinsă cu titlurile de artist emerit și actor al națiunii. A fost fiica actorilor de comedie Vilmos Komlós și Irma Pintér, sora actorului András Komlós, soția actorului și regizorului Géza Földessy și mama actriței Margit Földessy.

## Familie
Tatăl ei, Vilmos Komlós (1893-1959), a fost un mare comedian care a jucat timp de mulți ani rolul lui Sajó în comedia Hacsek și Sajó, în tandem cu partenerul său, Jenő Herczeg.
Mama ei a fost actrița de comedie Irma Pintér. A jucat alături de soțul ei, ea a jucat în filmul Vica a vadevezős în 1933. Fratele ei era actorul András Komlós.
Soțul ei, Géza Földessy (1905-2001), a lucrat ca actor și regizor de teatru. În timpul carierei sale a jucat în multe roluri. În 1948 s-a stabilit în străinătate și a fondat un teatru în München. Datorită fugii soțului ei, Juci Komlós a avut de suferit represalii din partea autorităților comuniste. Cei doi au divorțat.
A avut un copil, actrița Margit Földessy, laureată a premiului Balázs Béla. A fost director al Teatrului Dramatic Margit Földessy.
Nepotul ei este Márk Galántai, care se ocupă cu muzica electronică și este organizator de evenimente.

## Biografie
A locuit în clădirea de locuinețe de stat din cartierul budapestan Pestszentlőrinc și a început studiile la școala primară de pe strada Gulner Gyula. A absolvit școala de actorie a lui Kálmán Rózsahegyi în 1935. A fost angajată mai întâi la Teatrul Regal, apoi a jucat la Szeged, Miskolc, Teatrul Szabad și Teatrul de Operetă din Budapesta. După 1947 a făcut parte din trupele Teatrului Artiștilor, Teatrului Maghiar și al Teatrului Vesel. Începând din 1952 a jucat la Teatrul Armatei Poporului din Ungaria, din 1957 la Teatrul József Attila, iar din 1965 la Teatrul Thália.Este membru al Teatrului Național din 1977. 
La început a jucat roluri de ingenuă și de servitoare, dar mai târziu a început să primească roluri majore. În afară de piesele de teatru, a jucat în mai multe filme importante, printre care și Az aranyember (1962). Publicul o cunoaște cel mai bine din rolul mătușii Lenke din telenovela Szomszédok.

## Roluri în piese de teatru

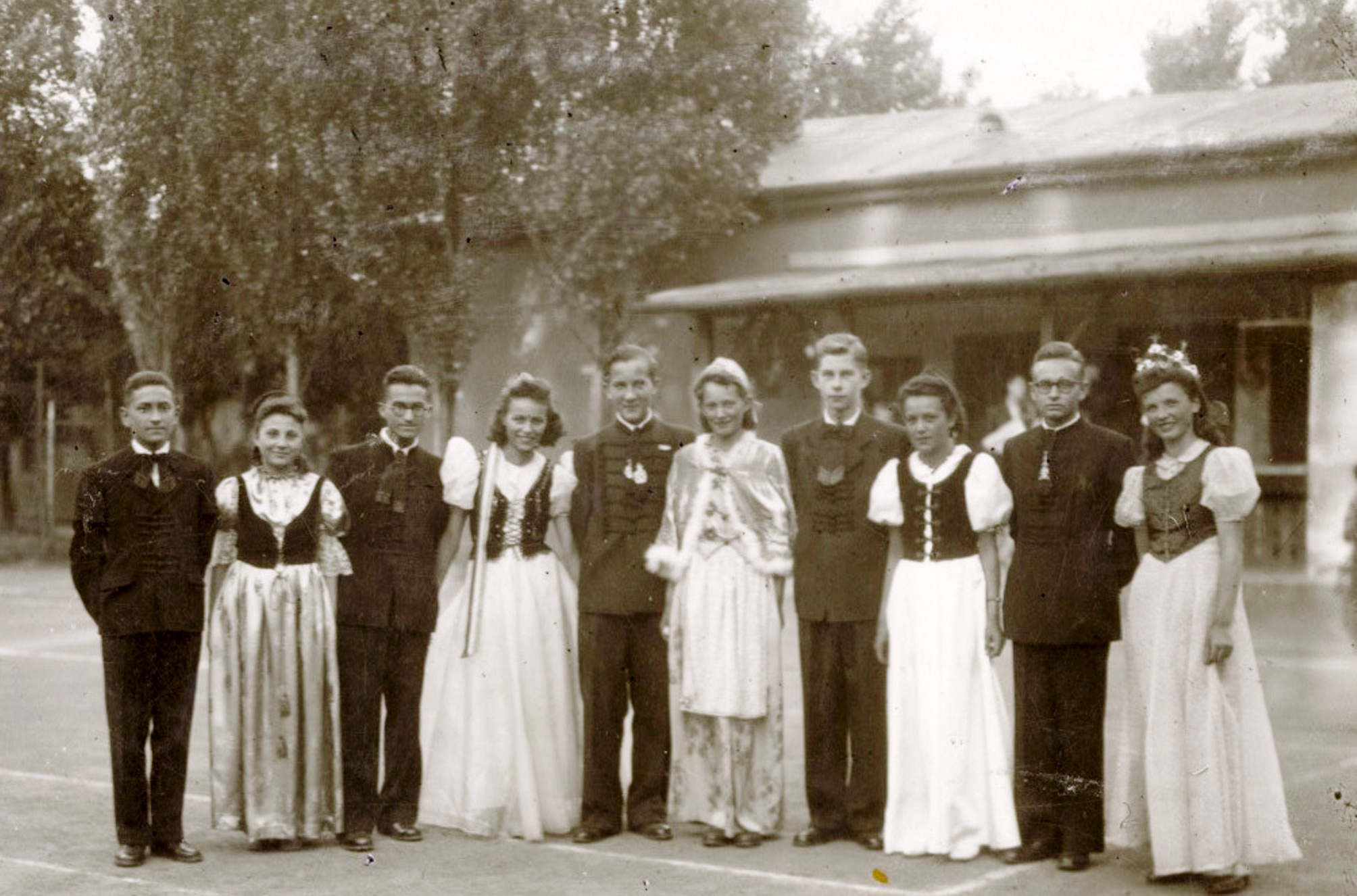
Juci Komlós (prima femeie de la stânga) și prietenii săi din clădirea de locuințe de stat din cartierul Pestszentlőrinc

Numărul rolurilor interpretate începând din 1947 potrivit evidențelor teatrale este de 85. Printre acestea se numără următoarele:
- Károly Szakonyi: Adáshiba (Bódogné)
- Shakespeare: Hamlet (Ofelia)
- Alexandre Dumas fiul: Dama cu camelii (Gauthier Margit)
- Móricz: Légy jó mindhalálig (Nyilas Misi)
- Robert Thomas: Nyolc nő (Mamy, a nagymama)
- Rostand: Cyrano de Bergerac (Roxane)
- Bakonyi–Kacsóh: János vitéz (Iluska)
- Brecht–Weill: Koldusopera (Polly)
- Lavrenyov: Leszámolás (Tatjana)
- Heltai: A néma levente (Zilia)
- Harsány: A bolond (Ársayné)
- Sardou-Béla Csanak-Iván Szenes: Váljunk el (Cyprienne)
- Sardou: A szókimondó asszonyság (Hübscher Kata)
- Lope de Vega: A kertész kutyája (Diana)
- Thomas Mann-Krystina Skuszanka: Mario és a varázsló (Angiolieriné)
- Ede Tóth: A falu rossza (Finum Rózsi)
- Fejes: Mocorgó (Klein néni)
- Agatha Christie: A vád tanúja (Miss Plimsoll)[9]
- István Örkény: Macskajáték (Cs. Bruckner Adelaida [hang])[10]

## Filmografie

### Filme de cinema
- 1936 Forog az idegen
- 1950 Kis Katalin házassága
- 1952 Semmelweis
- 1952 Vihar
- 1953 A harag napja
- 1954 Rokonok
- 1959 A megfelelő ember
- 1959 Szerelem csütörtök
- 1961 Négyen az árban
- 1962 Fagyosszentek
- 1962 Omul de aur (Az aranyember)
- 01962 Esős vasárnap
- 1962 Húsz évre egymástól
- 1964 Logodnicele văduve (Özvegy menyasszonyok)
- 1964 Beszélő
- 1968 Holtág
- 1972 Lányarcok tükörben
- 1977 Kísértés
- 1978 B.U.É.K.
- 1980 Örökség
- 1986 Vásár
- 1986 Aranyidő

### Filme și seriale de televiziune
- Próbaút (1960)
- Princ, a katona (serial TV, 1967)
- Bors 1-15. (1968)
- Kalevala (1969)
- Villa a Lidón (1971)
- Ászja (1971)
- Öt férfi komoly szándékkal (1971)
- Poldini úr (1972)
- Az ember melegségre vágyik (1972)
- Ejnye Cecília! (1973)
- A bolondok grófja (1973)
- A peleskei nótárius (1975)
- Felelet 1-6. (1975)
- Százéves asszony (1976)
- Az ész bajjal jár (1977)
- A Zebegényiek (1978)
- Mire megvénülünk 1-6. (1978)
- Baleset (1978)
- Gazdag szegények (1980)
- Petőfi 1-6. (1981)
- Tündér Lala (1981)
- A legnagyobb sűrűség közepe (1981)
- Glória (1982)
- Míg új a szerelem (1983)
- Mint oldott kéve 1-7. (1983)
- Különös házasság 1-4. (1984)
- Kismaszat és a Gézengúzok (1984)
- Egy gazdag hölgy szeszélye (1987)
- Szomszédok – Takács Lenke (1987–1999)
- Birtokos eset (1989)

## Premii și distincții
- Premiul Jászai Mari (1957)
- Artist emerit (1960)
- Premiul SZOT (1989)
- Premiul Erzsébet (1989, 1991)
- Premiul Déryné (1999)

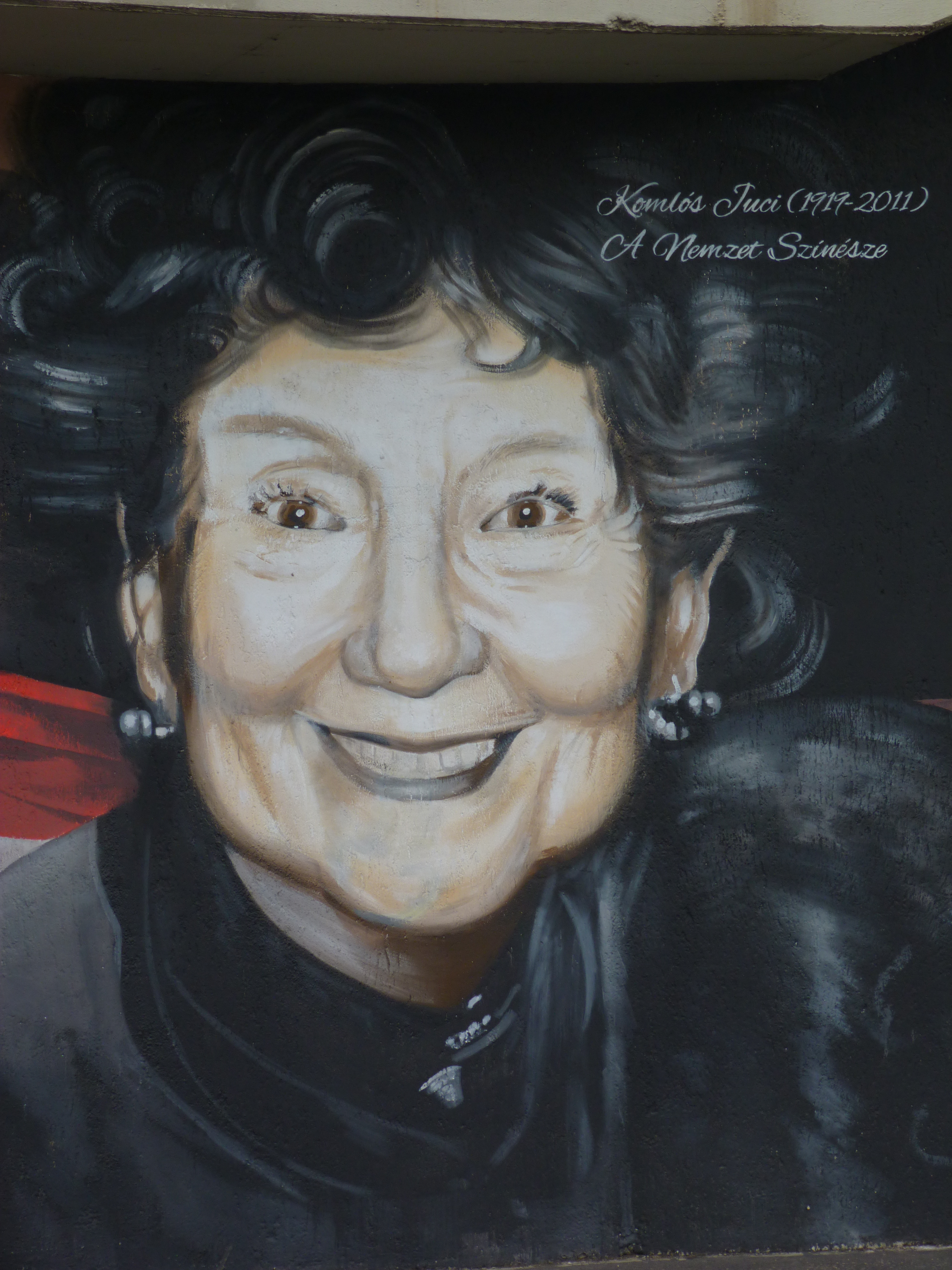
Pictură murală (graffiti) pe capul dinspre Pesta al podului Rákóczi

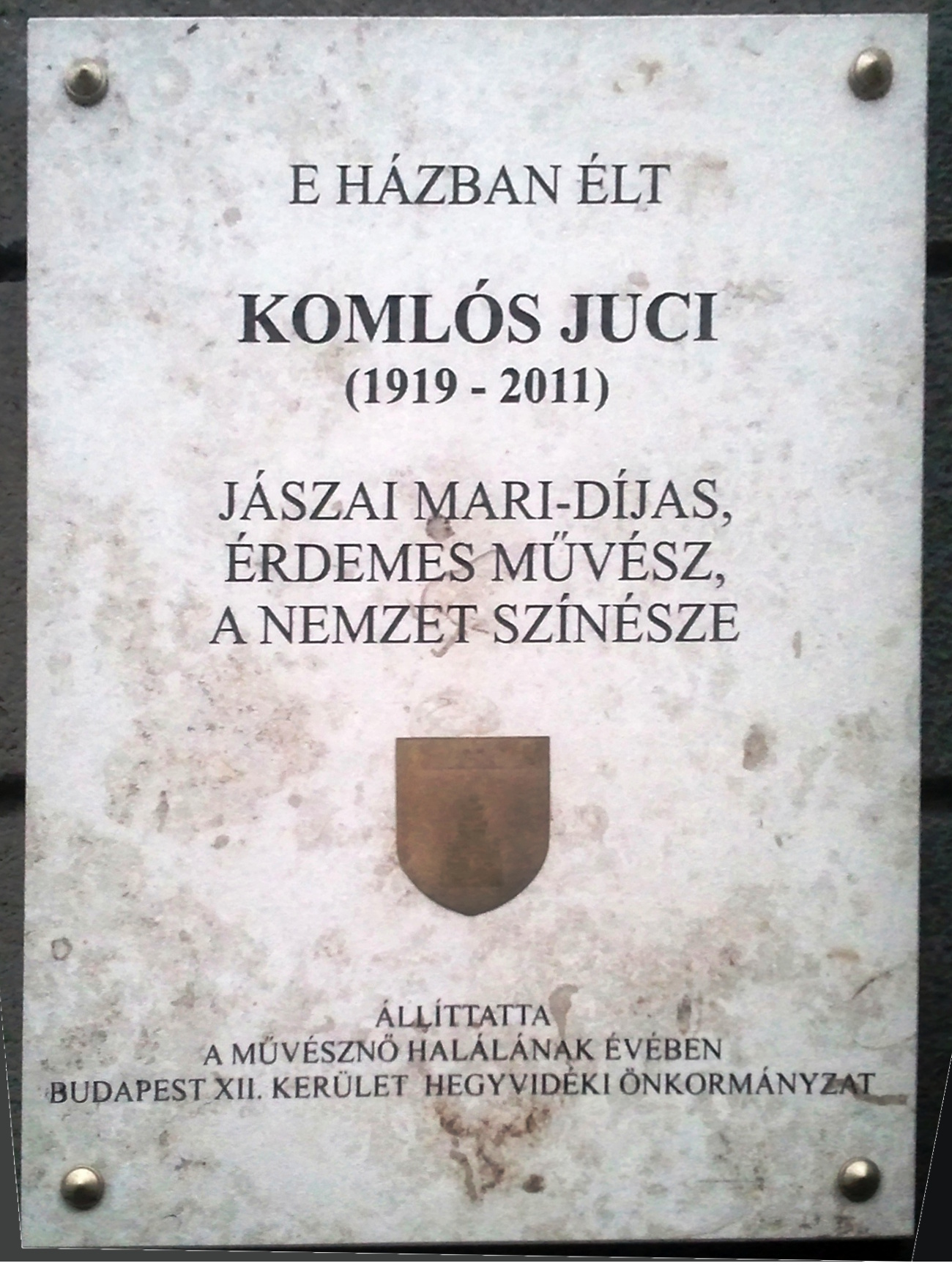
Placă memorială pe clădirea locuinței sale de pe Városmajor utca 49 din Budapesta.

- Cavaler al Ordinului de Merit al Republicii Ungare (1994)
- Membru pe viață al Halhatatlanok Társulata (1998)
- Actor al națiunii (2002)
- Cetățean de onoare al cartierului Pestszentimre al Budapestei (2004)

## Memorie
Pe 15 martie 2012, cu prilejul aniversării a 10 ani de la inaugurarea noii clădiri a Teatrului Național din Budapesta, portretul său a fost reprezentat pe partea dinspre Pesta a podului Rákóczi, alături de portretele celorlalți opt actori ai națiunii.